# Ursus C-385
Ursus C-385 – ciężki ciągnik rolniczy produkcji zakładów Ursus w Warszawie, konstrukcja Polsko-Czechosłowackiego Ośrodka Badawczo-Rozwojowego Ciągników w Brnie.

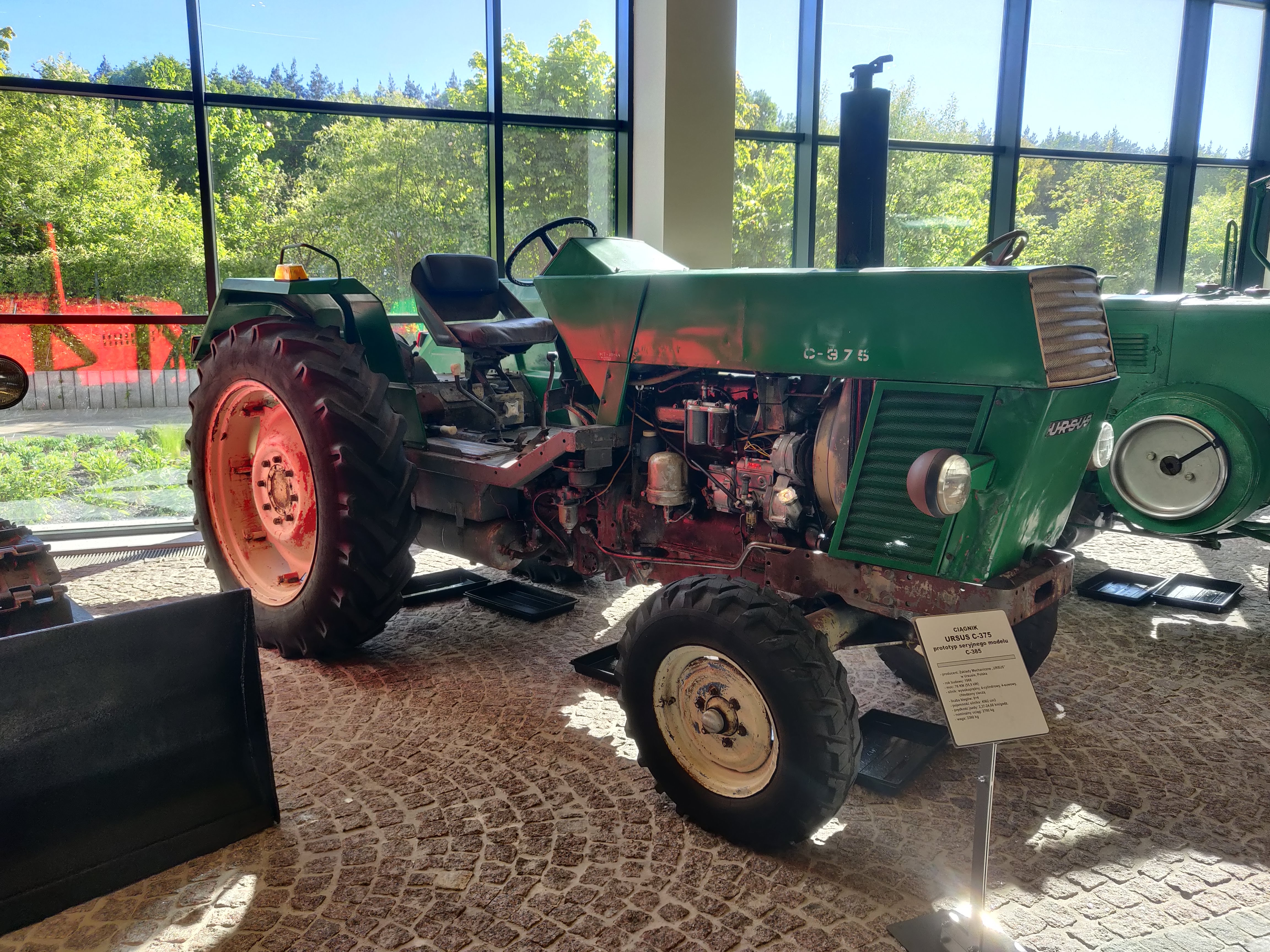
Ciągnik rolniczy Ursus C-375 prototyp seryjnego modelu C-385, znajdujący się w Muzeum Rolnictwa im. ks. Krzysztofa Kluka w Ciechanowcu

## Historia modelu
Produkowane przed opracowaniem tego modelu w zakładach Ursus ciągniki miały zbyt małą moc do obsłużenia dużych połaci ziemi. W ramach współpracy Polski i Czechosłowacji, w pierwszej połowie lat sześćdziesiątych, działający w Brnie Polsko-Czechosłowacki Ośrodek Badawczo-Rozwojowy Ciągników (PCOBR) powstały na mocy umowy z dnia 27.08.1963 r. pomiędzy rządami PRL i CSRS rozpoczął prace konstrukcyjne nad ciągnikiem ciężkim, który otrzymał w Polsce nazwę NUR, a w Czechosłowacji URII Crystal, pod kierownictwem Czesława Sławskiego oraz Jaroslava Zezuli.
Zewnętrzny wygląd został zaprojektowany przez czeskiego projektanta wzornictwa przemysłowego Otakara Diblíka. Wyraźne linie ostrych krawędzi dały czechosłowackiemu odpowiednikowi nazwę Crystal.
Zamocowanie kabiny tych ciągników na gumowych amortyzatorach (silentblokach) tłumiących drgania i przenoszenie hałasu było pierwszym takim rozwiązaniem na świecie, współautorstwa inż. Jaroslava Zezuli, inż. Jiri Marka, inż. Gustawa Zbieca, oraz chronione prawem patentowym. Innymi chronionymi rozwiązaniami stworzonymi w brneńskim PCOBR były: „półoś napędzająca do pojazdów mechanicznych, zwłaszcza ciągników”, „niezależny hamulec ręczny do pojazdów mechanicznych, zwłaszcza ciągników”, „oś przednia resorowana do pojazdów mechanicznych, zwłaszcza ciągników”, „nadwozie ciągnika”, „hamulec tarczowy, zwłaszcza dla ciągników”, „hydrauliczne urządzenie regulacyjne, zwłaszcza do ciągników”, „urządzenie do napędu wału odbioru mocy pojazdów mechanicznych, zwłaszcza ciągników”.
Produkcja ciągników ciężkich odbywała się na zasadzie kooperacji. Strona polska produkowała tylny most (w wydzielonym miejscu hali nr 67 montażu ciągników ciężkich w ZM Ursus), podnośnik hydrauliczny (Archimedes Wrocław), oś przednią nienapędzaną, które w ramach współpracy wysyłała do Czechosłowacji skąd otrzymywała skrzynię biegów (Závod 02 n.p. PRAGA v Lounech), silnik z osprzętem (Zetor Brno), zbiornik paliwa, przednią oś napędzaną. Z okazji uruchomienia produkcji seryjnej ciągnika C-385 w lipcu 1969 roku w hali nr 67 fabrykę wizytował I Sekretarz PZPR – Władysław Gomułka i przybyły z przyjacielską wizytą bułgarski przywódca – Todor Żiwkow. W 1970 roku zbudowany został prototypowy ciągnik Ursus 1100 z andrychowskim licencyjnym silnikiem Leylanda SW-400. 2 listopada 1970 r. został wyprodukowany pięćsetny ciągnik C-385 zaś 15 marca 1971 r. – tysięczny.
Ciągnik przeszedł większą modernizację w 1973 roku, wdrożoną do produkcji seryjnej w 1975, zmieniono wówczas silnik Z 7501 na Z 8001, zwiększając moc silnika z 76 KM do 82 KM. Wprowadzono skrzynię biegów umożliwiającą montaż przedniego napędu, wprowadzono wersję ciągnika z przednim napędem produkowanym w rumuńskim Uzina Tractorul Brașov oznaczaną Ursus C-385A. Wdrożono montaż silników 6-cylindrowych: Perkins 6.354 w ciągnikach Ursus C-3110 oraz Zetor Z8601 w ciągnikach Ursus 1201/Ursus 1204. Wdrażając zmiany w 1976 roku rozpoczęto produkcję wersji z turbodoładowanym silnikiem o mocy 100 KM (C-385 turbo).
Fabrykę opuściło 9559 egzemplarzy tych ciągników, głównie wersji podstawowej. Analogicznym modelem był czechosłowacki Zetor 8011.
Ciągnik ten dał początek serii ciągników ciężkich 4 i 6 cylindrowych, bez doładowania i z doładowaniem, z napędem na 2 albo 4 koła (7 modeli).
Na początku lat 80. dokonano kolejnej modyfikacji zmieniając jednocześnie oznaczenia ciągników. Oznaczenie podstawowego C-385 zmieniono na URSUS 902.

## Dane techniczne
Parametry techniczne ciągników produkowanych w latach 1975–1983
| Parametr                  | C-385 | C-385 Turbo | 1201 | 1201 Turbo | 1204 | 1204 Turbo |
| ------------------------- | ----- | ----------- | ---- | ---------- | ---- | ---------- |
| Początek produkcji wersji | 1975  | 1976        | 1974 | 1979       | 1974 | 1979       |
| Liczba cylindrów          | 4     | 4           | 6    | 6          | 6    | 6          |
| Doładowanie               | nie   | tak         | nie  | tak        | nie  | tak        |
| Pojemność skokowa         | 4562  | 4562        | 6842 | 6842       | 6842 | 6842       |
| Moc w kW                  | 57    | 71          | 85   | 112        | 85   | 112        |
| Liczba napędzanych kół    | 2     | 2/4         | 2    | 2          | 4    | 4          |

Dane po modyfikacji 1973 wdrażane w latach 1974–1976 zamieszczono po „/”.
- klasa ciągnika: 1,4

Silnik:
- typ Z-8001 / Z-7501, wysokoprężny, chłodzony cieczą
- moc znamionowa 55,8 kW (76 KM) / 60 kW (82 KM)
- max. moment obrotowy 260 Nm przy 1500 obr./min /268 Nm
- liczba cylindrów: 4
- pojemność: 4562 cm³
- pompa wtryskowa Motorpal PP4M85P1c-2456
- rozrusznik R11b, 12V, 2,95 kW

Układ napędowy:
- sprzęgło cierne suche, jednotarczowe, 325 mm
- skrzynia przekładniowa niesynchronizowana z reduktorem i dwustopniowym wzmacniaczem momentu
- całkowita liczba biegów przód/tył: 16/8
- układ biegów 2*(2+1)*4
- mechanizm różnicowy blokowany mechanicznie

Układ zmiany biegów składa się z 3 skrzyń biegów:
- Załączany hamulcem pasowym sterowanym hydraulicznie wzmacniacz momentu obrotowego. Sterowanie dźwignią przy kierownicy.
- Trójbiegowej skrzyni: biegi polowe, drogowe, wsteczne. Sterowanej drążkiem z lewej strony siedziska kierowcy lub przed siedziskiem.
- Czterobiegowej skrzyni: 1, 2, 3, 4. Sterowanej drążkiem z prawej strony siedziska kierowcy.

Układy jezdne:
- oś przednia nienapędzana sztywna, uchylna z resorowaniem przy kołach, po modyfikacji możliwa przednia oś napędzana, uchylna, nieresorowana
- mechanizm kierowniczy: śrubowo-kulkowy wspomagany hydraulicznie
- hamulec zasadniczy: tarczowy, hydrauliczny
- prędkość jazdy: 2,37 – 24,68 km/h, przy ogumieniu tylnym 16,9-34
- układ pneumatyczny hamowania przyczep

Układy agregowania
- pompa hydrauliczna o wydajności 31 l/min / 36 l/min
- regulacja podnośnika: siłowa, pozycyjna, mieszana, ciśnieniowa
- TUZ kat. II wg ISO
- udźwig na końcach ramion 1700 kg / 2350 kg
- WOM tylny zależny i niezależny 540 i 1000 obr./min

- masa ciągnika suchego z kabiną, bez obciążników 3525 kg / 4040 kg